# Виктор (епископ Капуи)
Святи́тель Ви́ктор (Капуя, V век — 2 апреля 554 года) — святой епископ Капуи. День памяти — 2 апреля.
Святой Виктор, епископ Капуи с 23 февраля 541 года по 2 апреля 554 года, был преемником другого епископа Капуи, святого Германа. О его жизни известно мало: сохраняется его эпитафия (CIL, 4503). Из надписи на надгробии известно, что его епископат закончился в апреле 554 года.
Его оригинальные сочинения, дошедшие до нас в виде фрагментов, представляют нам святого Виктора как видного учёного и человека большой культуры. Его самая известная работа — «Codex Fuldensis», одна из старейших сохранившихся рукописей Вульгаты, составленной под его руководством и им самим пересмотренной и исправленной. Её особенностью является то, что она представляет собой вместо четырех Евангелий их гармонизацию, восходящую к Диатессарону Татиана: то есть, как указано в предисловии, уникальное Евангелие, полученное из четырех канонических.
Другими произведениями святого Виктора являются:
- «De cyclo Paschali», потерянные комментарии к Ветхому и Новому Завету, о которых известно из фрагмента из святого Беды;
- «Libelius reticulus seu De arca di Noe», содержащий гениальный расчет, чтобы доказать, что меры Ноева Ковчега — не что иное, как аллегория лет жизни Христа;
- «Capitula de resurrectione Domini», посвящённая генеалогии Иисуса и время его крестной смерти.

## Почитание
Согласно Римскому мартирологу на 2 апреля:
«A Capua in Campania, san Vittore, vescovo, insigne per dottrina e santità.»
Почитание святого Виктора и освященные в его честь храмы имеются в Капуе, Каяццо, Сесса-Аурунке, Ноле, Джиффони и Castro Serino. Мощи святого были обретены в Montevergine 27 июля 1480 года и в 1967 году были перенесены в собор Капуи.